# أرتور أورتيغا
أرتور أورتيغا (بالإسبانية: Arturo Ortega)‏ هو لاعب كرة قدم مكسيكي، ولد في 30 أغسطس 1976.